# 肖红叶
肖红叶（1949年1月—），男，河北定州人，中国统计学家，现任天津财经大学教授、博士生导师。曾任中国统计学会副会长。